# Nuolen
Nuolen ist ein Dorf der Gemeinde Wangen im Bezirk March des Kantons Schwyz in der Schweiz.

## Geographie
Nuolen liegt auf einer Höhe von 410 m ü. M. direkt am oberen Zürichsee, unterhalb des Buechberges auf dem Delta der Wäggitaleraa. Es hat rund 500 Einwohner und gehört zur Gemeinde Wangen.

Kiesverlad. Historisches Luftbild von Werner Friedli von 1956

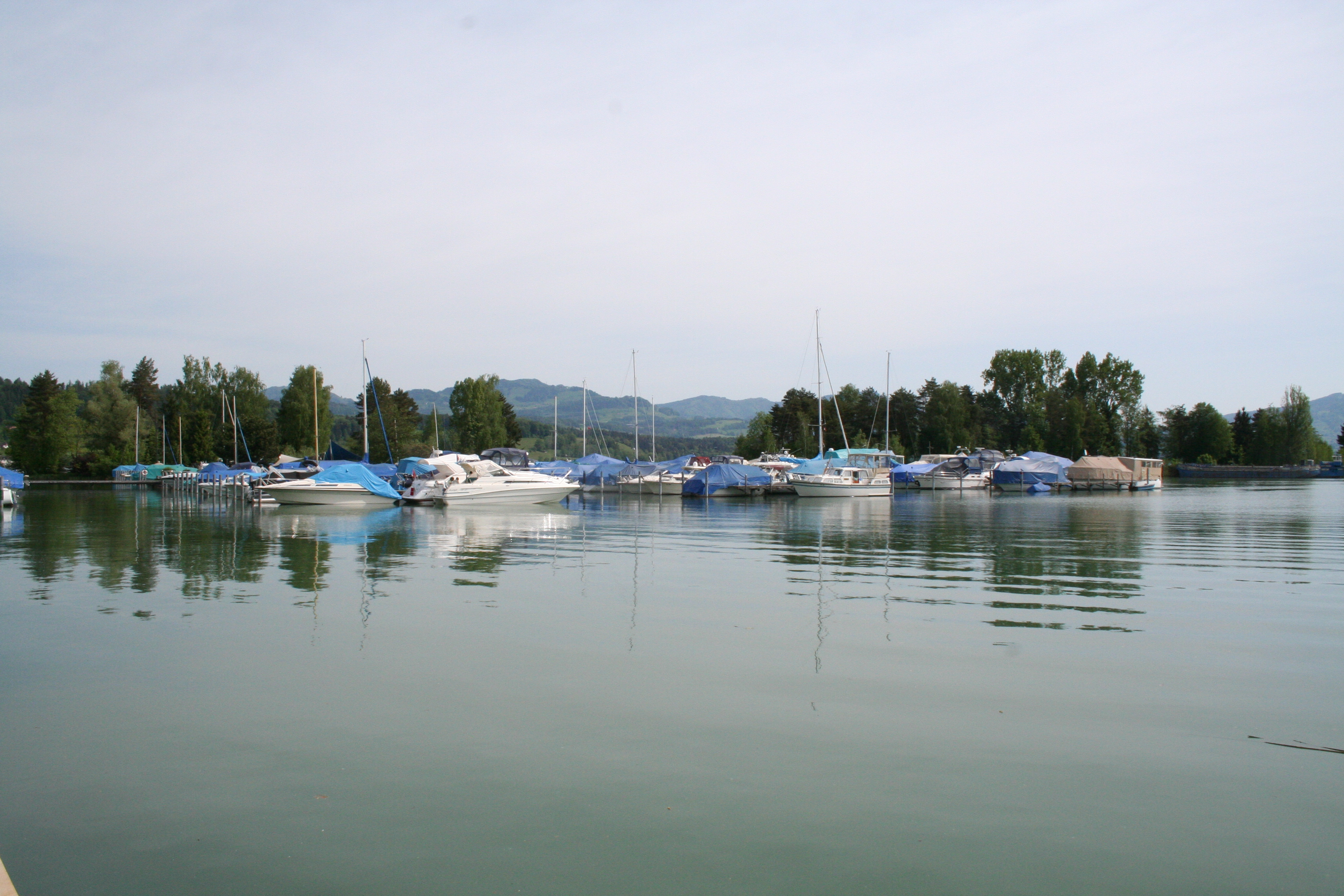
Yachthafen Nuolen

Bekannt und von Bedeutung ist der Abbau des Schwemmkieses und dessen Verschiffung auf dem Zürichsee durch die Kibag. Dies ist der letzte Rest des ehemals wichtigen Lasttransports auf dem See. Im Yachthafen Kiebitz wurde 1963 der Salondampfer Helvetia verschrottet. Die Schiffsschale wurde versenkt.

## Veranstaltungen
In Nuolen liegt einer der beiden Standorte der Kantonsschule Ausserschwyz (ehemalige Kantonsschulen Pfäffikon und Nuolen). Westlich des Ortes liegt das Naturschutzgebiet Nuoler Ried, das an den Sportflughafen Wangen-Lachen angrenzt.